# Função sexual
A função sexual é como o corpo reage em diferentes estágios do ciclo de resposta sexual ou como resultado de uma disfunção sexual. Aspectos relevantes da função sexual são definidos com base numa versão modificada do trabalho de Masters e Johnson. Os aspectos da função sexual definidos como relevantes para a avaliação incluem desejo sexual, erecção, orgasmo e ejaculação. Directrizes para avaliar a função sexual são sugeridas e divididas em quatro fases
Essas directrizes foram elaboradas para avaliar a função sexual masculina em relação ao tratamento do cancro de próstata. No entanto, o conceito foi modificado e adaptado para mulheres.